# 405
Évszázadok: 4. század – 5. század – 6. század
Évtizedek: 350-es évek – 360-as évek – 370-es évek – 380-as évek – 390-es évek – 400-as évek – 410-es évek – 420-as évek – 430-as évek – 440-es évek – 450-es évek
Évek: 400 – 401 – 402 – 403 –  404 – 405 – 406 – 407 – 408 – 409 – 410

## Események

### Nyugat- és Keletrómai Birodalom
- Flavius Stilichót (nyugaton) és Flavius Anthemiust (keleten) választják consulnak.
- Stilicho elégetteti a szibilliakönyveket, amelyekből a római állam évszázadokon át szerzett jósjeleket.
- Radagaisus gót király vezetésével osztrogótok, vandálok és alánok egyesült serege (mintegy 20 ezer harcos, a kísérőkkel együtt 100 ezresre becsült tömeg) zúdul Pannóniára és Noricumra, majd betörnek Észak-Itáliába és ostrom alá veszik Florentiát. Stilicho csak nehezen, rabszolgák besorozásával tud szembeállítani velük egy 15 ezres kontingenst, gót és hun zsoldosokat fogad fel és a rajnai határról is hív erősítést.
- Hippói Augustinus eretnekségnek nyilvánítja a donatizmust.
- Meszrop Mastoc megalkotja az örmény ábécét.

### Korea
- Meghal Asin, Pekcse királya. Utóda legidősebb fia, Csondzsi.

## Születések
- Salvianus, keresztény író

## Halálozások
- Trenti Vigilius, püspök
- Attikosz, konstantinápolyi pátriárka
- Ricsú, japán császár
- Alexandriai Theón, az alexandriai könyvtár utolsó vezetője

## Fordítás
- Ez a szócikk részben vagy egészben  a(z)   405 című angol Wikipédia-szócikk ezen változatának fordításán alapul.  Az eredeti cikk szerkesztőit annak laptörténete sorolja fel. Ez a jelzés csupán a megfogalmazás eredetét és a szerzői jogokat jelzi, nem szolgál a cikkben szereplő információk forrásmegjelöléseként.